# سمية جينية
 سمية جينية ويصف العملية التخريبية الجينية الضارة على الخلية والتي تؤثر على سلامتها وأداء عملها.
ومن المعروف أن المواد ألسامة للجينيات (أو المورثات) يمكن أن تكون مطفرة أو مسرطنة، وتحديدا تلك القادرة على إحداث الطفرات الوراثية، والمساهمة في تنمية الأورام.
وهذا يشمل بعض المركبات الكيميائية وأنواع معينة من الإشعاع.
ألسموم الجينية تكون مثل الأمينات العطرية ويعتقد أن سبب الطفرات لأنها محبة للنواة قوية وتشكل روابط تساهمية مع الحمض النووي مما يؤدي مع تشكيل تقارب الحمض النووي - أروماتيك أمين، ومنع عملية التضاعف.
ألسموم الجينية التي تؤثر على الحيوانات المنوية والبويضات يمكن تمرير التغييرات الجينية إلى الذرية وحتى ولو لم تتعرض للسم الجيني.

## روابط خارجية
- آلية حدوث اللوكيميا بسبب البنزين : ألفرضية والتكهنات حول أسباب اللوكيميا.)